# Vafsi jezik
Vafski jezik (ISO 639-3: vaf; vafsi; vafski jezik) indoeuropski jezik zapadnoiranske skupine, kojim govori 18 000 Vafsa (2003), stočarskog naroda iz iranske pokrajine Markazi u blizini Tafriša (تفرش).
Uz još 11 jezika pripada centralnoiranskoj podskupini sjeverozapadnih zapadnoiranskih jezika.

## Vanjske poveznice
- Ethnologue (14th)
- Ethnologue (15th)